# Lourdesgrot (Bunde)
De Lourdesgrot is religieus bouwwerk in Bunde in de Nederlands Zuid-Limburgse gemeente Meerssen. De Lourdesgrot staat op de hoek van de Kloosterweg met de straat Dennenberg in het uiterste noorden van het kloosterpark van Huize Overbunde.
De Lourdesgrot is gewijd aan Maria, specifiek aan Onze-Lieve-Vrouw van Lourdes.

## Geschiedenis
In 1900 werd de Lourdesgrot gebouwd.
Na lange tijd in slechte toestand te hebben verkeerd werd het bouwwerk in 2009 door vrijwilligers gerestaureerd. Op 20 september 2009 zegende men de Lourdesgrot opnieuw in.

## Bouwwerk
Het bouwwerk is opgetrokken in natuursteen en is een nabootsing van de grot van Massabielle bij de Franse stad Lourdes. Het bouwwerk omvat twee holtes, waarbij de rechter holte hoger ligt met daarin een beeld van Onze-Lieve-Vrouw van Lourdes. Een tweede identiek Mariabeeld is geplaatst aan de achterzijde van de grot voor passanten die over de Dennenberg en Kloosterweg komen.